# Lower Dibang Valley
Der Distrikt Lower Dibang Valley (wörtlich: „Unteres Dibang-Tal“) ist ein Distrikt im indischen Bundesstaat Arunachal Pradesh. Sitz der Distriktverwaltung ist Roing. Der zugehörige Hierarchische Administrative Subdivision-Code (HASC) lautet: IN.AR.DL.

## Geschichte
Das Gebiet stand jahrhundertelang nominell unter tibetischer Herrschaft. Die McMahon-Linie schlug das Gebiet Britisch-Indien zu und es wurde von Assam aus verwaltet. Da die Chinesen die Shimla-Konvention im Jahr 1914 nicht unterschrieben hatten, betrachten sie das Gebiet als Teil Tibets (Südtibet) und somit Chinas. Die Briten und danach die Inder verwalteten das Gebiet als Teil der North-East Frontier Tracts (ab 1951 North-East Frontier Agency). Es war bis 1948 Teil des Sadiya Frontier Tracts und trug nach der Ablösung des Gebiets von diesem Tract den Namen Mishmi Hills. Die südlichen Teile der Mishmi Hills wurden 1951 Teil von Assam. Bereits 1954 wurde Mishmi Hills in Lohit Frontier Division umbenannt. Seit einer weiteren Umbenennung 1965 trägt der Distrikt den heutigen Namen. Die sich widersprechenden Gebietsansprüche führten 1962 zum Indisch-Chinesischen Grenzkrieg und der kurzzeitigen Besetzung durch die Volksrepublik China. Am 1. Juni 1980 spaltete sich ein Teil des bisherigen Distrikts Lohit unter dem Namen Dibang Valley ab. Der südliche Teil dieses Gebiets wurde am 16. Dezember 2001 aus dem Distrikt Dibang Valley herausgelöst. Seitdem ist Lower Dibang Valley ein eigenständiger Distrikt.

## Geografie
Der Distrikt Lower Dibang Valley liegt im Osten von Arunachal Pradesh. Lower Dibang Valley grenzt im Norden an den Distrikt Dibang Valley, im Osten an Tibet, im Osten und Südosten an Lohit sowie im Süden an den Bundesstaat Assam. Im Westen grenzt der Distrikt an East Siang und Upper Siang. Die Fläche des Distrikts Lower Dibang Valley beträgt 3856 km². Der Distrikt liegt am Unterlauf des Flusses Dibang. Weite Gebiete des Distrikts sind bewaldetes Bergland. Der Circle Tinali Paglam und die südlichen Gebiete der Circles Dambuk, Koronu und Roing sind allerdings flaches Tiefland. Auf dem Gebiet des Distrikts liegt das Wildtierschutzgebiet Mehao Wildlife Sanctuary.

## Bevölkerung

### Übersicht
Nach der Volkszählung 2011 hat der Distrikt Lower Dibang Valley 54.080 Einwohner. Bei 14 Einwohnern pro Quadratkilometer ist der Distrikt sehr dünn besiedelt. Die Bevölkerungsentwicklung ist typisch für Indien. Zwischen 2001 und 2011 stieg die Einwohnerzahl um 7,2 Prozent. Der Distrikt ist deutlich ländlich geprägt und hat eine durchschnittliche Alphabetisierung. Es gibt keine Dalits (scheduled castes), aber sehr viele Angehörige der anerkannten Stammesgemeinschaften (scheduled tribes).

### Bevölkerungsentwicklung
Wie überall in Indien wächst die Einwohnerzahl im Distrikt Lower Dibang Valley seit Jahrzehnten stark an. Die Zunahme betrug in den Jahren 2001–2011 rund 7 Prozent (7,20 %). In diesen zehn Jahren nahm die Bevölkerung um mehr als 3600 Menschen zu. Die genauen Zahlen verdeutlicht folgende Tabelle:

### Bedeutende Orte
Insgesamt gibt es im Distrikt mit dem Hauptort Roing nur einen Ort, der als Stadt (towns und census towns) gilt. Deshalb ist der Anteil der städtischen Bevölkerung im Distrikt eher tief. Denn nur 11.389 der 54.080 Einwohner oder 21,06 % leben in städtischen Gebieten.

### Volksgruppen
In Indien teilt man die Bevölkerung in die drei Kategorien general population, scheduled castes und scheduled tribes ein. Die scheduled castes (anerkannte Kasten) mit (2011) 0 Menschen (0,00 Prozent der Bevölkerung) werden heutzutage Dalit genannt (früher auch abschätzig Unberührbare betitelt). Die scheduled tribes sind die anerkannten Stammesgemeinschaften mit (2011) 5.701 Menschen (71,23 Prozent der Bevölkerung), die sich selber als Adivasi bezeichnen. Zu ihnen gehören in Arunachal Pradesh 104 Volksgruppen. Aufgrund der Sprache (Zahlen für die Volksgruppen sind nur bis Distriktshöhe veröffentlicht) sind die Mishmi und Adi die wichtigsten Gruppen innerhalb der anerkannten Stammesgemeinschaften im Distrikt.

### Bevölkerung des Distrikts nach Sprachen
Die Bevölkerung im Distrikt Lower Dibang Valley teilt sich fast gleich stark in Muttersprachler einer tibetobirmanischen Sprache oder einer indoarischen Sprache auf. Die weitverbreitetsten tibetobirmanischen Sprachgruppen sind Adi (mit Adi, Talgalo und Gallong; 13.724 Personen oder 25,38 %), Mishmi (8191 Personen oder 15,15 %), Miri/Mishing (3799 Personen oder 7,02 %) und Nissi/Dafla (513 Personen oder 0,95 %). Die stärkstverbreiteten indoarischen Sprachgruppen sind Nepali (13.135 Personen oder 24,29 %), Hindi (mit Bhojpuri, Hindi und Sadan/Sadri; 4896 Personen oder 9,05 %), Bengali (3805 Personen oder 7,04 %) und Assami (2027 Personen oder 3,75 %). Die Verteilung der Einzelsprachen sieht wie folgt aus:
| Jahr                                   | Nepali | Nepali  | Miri/Mishing | Miri/Mishing | Bengali | Bengali | Bhojpuri | Bhojpuri | Assami | Assami | Hindi | Hindi  | Total  | Total    |
| Jahr                                   | Zahl   | %       | Zahl         | %            | Zahl    | %       | Zahl     | %        | Zahl   | %      | Zahl  | %      | Zahl   | %        |
| -------------------------------------- | ------ | ------- | ------------ | ------------ | ------- | ------- | -------- | -------- | ------ | ------ | ----- | ------ | ------ | -------- |
| 2011                                   | 13.134 | 24,29 % | 3799         | 7,02 %       | 3798    | 7,02 %  | 2454     | 4,54 %   | 2027   | 3,75 % | 1530  | 2,83 % | 54.080 | 100,00 % |
| Quelle: Ergebnis der Volkszählung 2011 |        |         |              |              |         |         |          |          |        |        |       |        |        |          |

### Bevölkerung des Distrikts nach Bekenntnissen
Der Distrikt ist religiös gemischt mit einer knappen hinduistischen Mehrheit. Mit der Anhängerschaft der Ethnischen Religionen und den Christen gibt es zwei starke religiöse Minderheiten. Kleinere Minderheiten sind die Buddhisten und Muslime.
Allerdings gibt es in der religiösen Zusammensetzung große Unterschiede zwischen den Circles. Die Hindus sind in den Circles Koronu, Roing und Tinali (Paglam) in der Mehrheit mit Anteilen zwischen 55,85 und 68,74 % der jeweiligen Bevölkerung. In den übrigen drei Circles sind sie mit Anteilen über zwanzig Prozent eine bedeutende Minderheit. Die Ethnischen Religionen haben ihre Hochburgen in den Circles Dambuk, Desali und Hunli mit Anteilen zwischen 41,85 und 71,41 %. In den beiden Circles Desali und Hunli sind sie in der Mehrheit. Christliche Hochburg ist der Circle Dambuk (26,07 % Anteil). Auch in den beiden Circles Roing und Tinali (Paglam) gibt es große christliche Minderheiten. Die Buddhisten stellen im Circle Koronu mit 10,56 % Bevölkerungsanteil eine bedeutende religiöse Minderheit dar. Die genaue religiöse Zusammensetzung der Bevölkerung zeigt folgende Tabelle:
| Jahr                                   | Buddhisten | Buddhisten | Christen | Christen | Hindus | Hindus  | Jainas | Jainas | Muslime | Muslime | Sikhs | Sikhs  | Andere | Andere  | keine Angaben | keine Angaben | Total  | Total    |
| Jahr                                   | Zahl       | %          | Zahl     | %        | Zahl   | %       | Zahl   | %      | Zahl    | %       | Zahl  | %      | Zahl   | %       | Zahl          | %             | Zahl   | %        |
| -------------------------------------- | ---------- | ---------- | -------- | -------- | ------ | ------- | ------ | ------ | ------- | ------- | ----- | ------ | ------ | ------- | ------------- | ------------- | ------ | -------- |
| 2011                                   | 2932       | 5,42 %     | 9213     | 17,04 %  | 28.915 | 53,47 % | 19     | 0,04 % | 2247    | 4,15 %  | 33    | 0,06 % | 10.393 | 19,22 % | 328           | 0,61 %        | 54.080 | 100,00 % |
| Quelle: Ergebnis der Volkszählung 2011 |            |            |          |          |        |         |        |        |         |         |       |        |        |         |               |               |        |          |

## Bildung
Trotz bedeutender Anstrengungen ist das Ziel der vollständigen Alphabetisierung noch weit entfernt. Während beinahe 11 von 12 Männern in den städtischen Gebieten lesen und schreiben können, liegt der Alphabetisierungsgrad der Frauen auf dem Land bei knapp über 56 %. Dies zeigt die folgende Tabelle:
| Alphabetisierung im Distrikt Lower Dibang Valley |                   |                   |
| Einheit                                          | Volkszählung 2011 | Volkszählung 2011 |
| Einheit                                          | Anzahl            | Anteil            |
| GESAMT                                           | 31.849            | 69,13 %           |
| Männer                                           | 18.087            | 75,55 %           |
| Frauen                                           | 13.762            | 62,19 %           |
| STADT GESAMT                                     | 9044              | 88,39 %           |
| Stadt-Männer                                     | 5008              | 91,94 %           |
| Stadt-Frauen                                     | 4036              | 84,35 %           |
| LAND GESAMT                                      | 22.805            | 63,63 %           |
| Land-Männer                                      | 13.079            | 70,72 %           |
| Land-Frauen                                      | 9726              | 56,07 %           |
| Quelle: Ergebnis der Volkszählung 2011           |                   |                   |

## Verwaltung
Der Distrikt gliedert sich in die sieben Circles (Kreise) Dambuk, Desali, Hunli, Koronu, Parbuk, Roing und Tinali Paglam.